# Улица Генерала Яковлева
Улица Генера́ла Я́ковлева — улица на востоке Москвы в районе Лефортово Юго-Восточного административного округа между улицами Авиамоторной и Пруд-Ключики.

## Происхождение названия
Проектируемый проезд № 109 получил название улица Генерала Яковлева в октябре 2017 года. Улица была названа в честь советского военачальника, генерала армии Ивана Яковлева (1918—2002), начальника внутренних войск МВД СССР в 1968—1986 годах. Названа по предложению Федеральной службы войск национальной гвардии России.

## Описание
Улица начинается от Авиамоторной улицы, проходит на север и выходит на улицу Пруд-Ключики.